# (6566) Shafter
(6566) Shafter es un asteroide perteneciente al cinturón de asteroides descubierto el 25 de octubre de 1992 por Takeshi Urata desde el Observatorio de Nihondaira, Shimizu-ku, Japón.

## Designación y nombre
Designado provisionalmente como 1992 UB2.  Fue nombrado por Allen Shafter (nacido en 1955) quien es profesor y director de estudios de astronomía en la Universidad Estatal de San Diego. Su investigación se centra en el estudio de las novas extragalácticas.

## Características orbitales
Shafter está situado a una distancia media del Sol de 2,277 ua, pudiendo alejarse hasta 2,663 ua y acercarse hasta 1,891 ua. Su excentricidad es 0,170 y la inclinación orbital 3,944 grados. Emplea 1254,66 días en completar una órbita alrededor del Sol.

## Características físicas
La magnitud absoluta de Shafter es 14,13. 